# فوهة قمرية

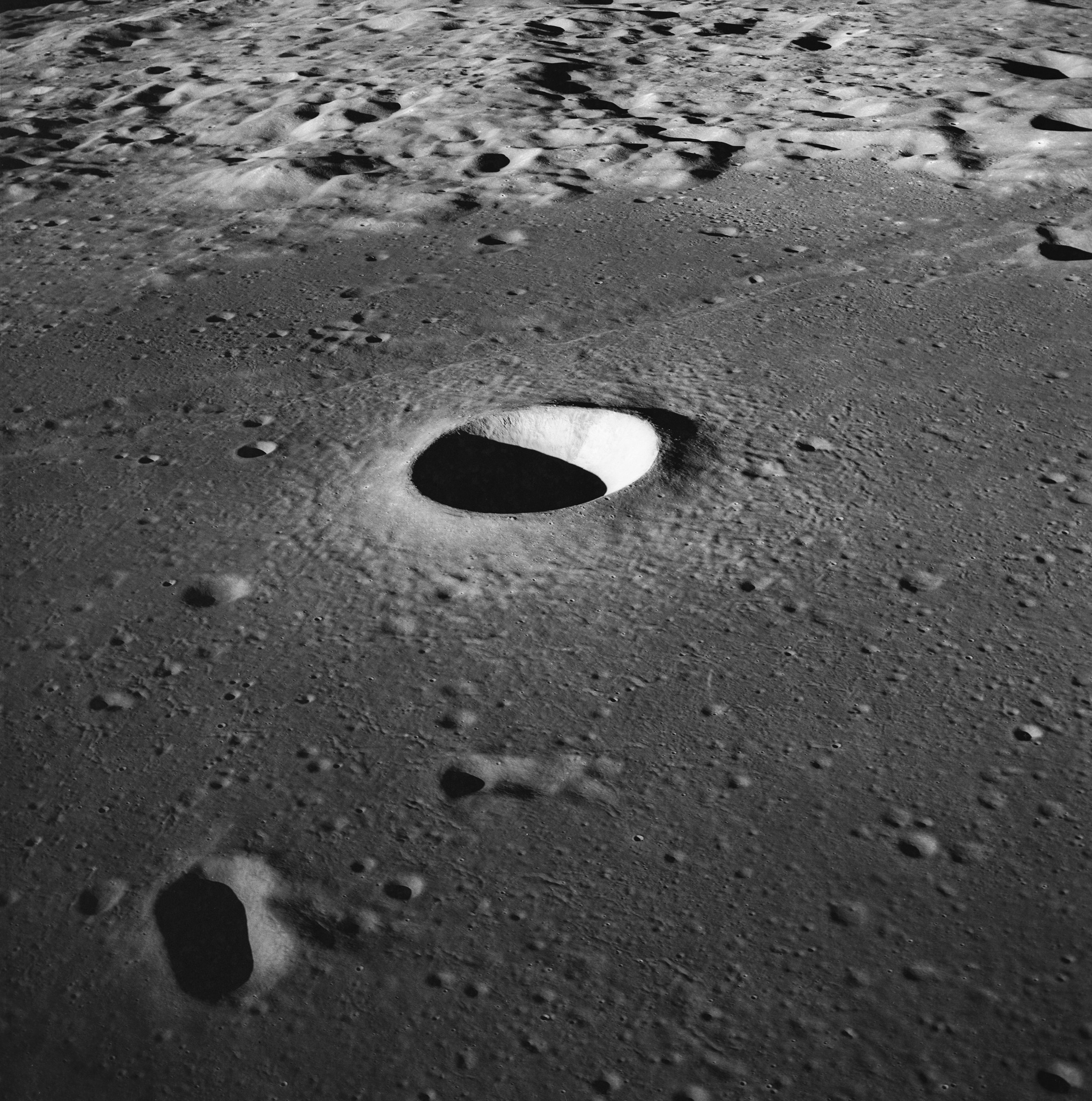
صورة جانبية لفوهة مولتكي أخذها أبولو 11.

الفوهات القمرية هي فوهات صدمية على سطح القمر. يمتلئ سطح القمر بالفوهات، التي تشكلت كلها عن طريق الصدمات.

## مواقع أشهر الفوهات الصدمية
توضح العلامات الحمراء على هذه الصور مواقع الفوهات المميزة في الجانب القريب من القمر.

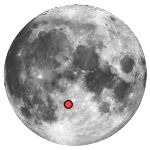
فوهة البِتَّانِيّ
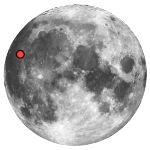
فوهة أرسطرخس
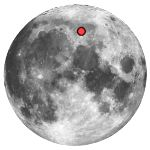
فوهة أرسطو
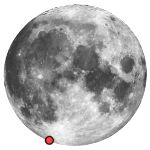
بيلي
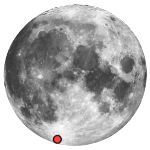
كالفوس
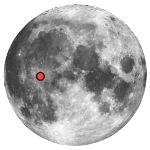
كوبرنيكوس
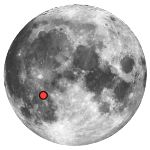
فرا مورو
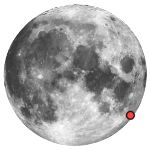
فوهة همبلت
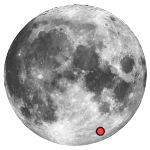
فوهة ينسن
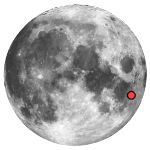
فان لانجرن
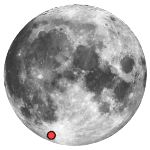
لونغومونتانوس
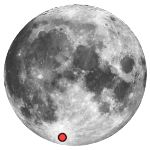
ماغيني
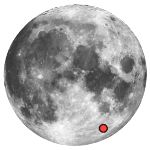
ميتيوس
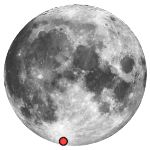
موريتوس
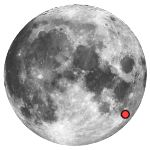
بيتو
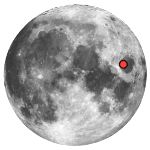
بيكار
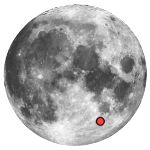
بيتشولوميني
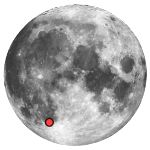
بيتاتي
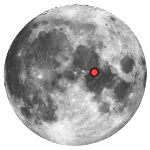
بلينيوس
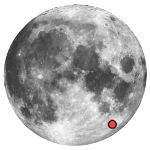
ريتا
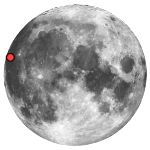
راسل
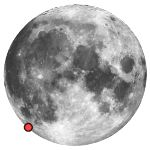
فوهة شكرد
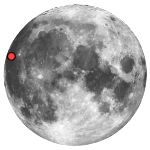
سيليوكس
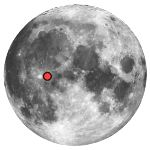
ستاديوس
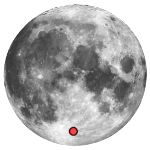
فوهة الإسطفلي
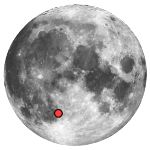
فوهة ثابت بن قرة
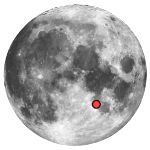
ثيوفيلس
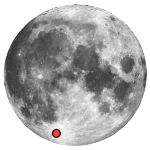
تيخو
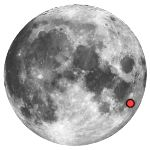
فوهة وندلين
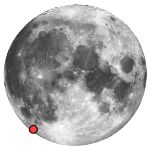
فارجنتون